# 無限復活
《無限復活》是2002年香港奇幻愛情電影，由鄭伊健、張栢芝、關繼威、活麗明主演，劉鎮偉導演，杜琪峯監製，中國星集團出品。故事涉及平行時空概念。

## 劇情
劇情講述賭徒李伯仁（鄭伊健 飾）與王星（關繼威 飾）到美國拉斯維加斯希望發達，但無功而還，還遇到車禍令王星過身。之後李回家後收到電話留言，叫他不要到賭城，李在追查時遇上張栢芝飾演的女警，結果令到時光倒流，令李可以有救回朋友的機會。

## 獎項
| 頒獎典禮                  | 獎項     | 名單          | 結果 |
| ------------------------- | -------- | ------------- | ---- |
| 第9屆香港電影評論學會大獎 | 最佳編劇 | 技安 (劉鎮偉) | 提名 |
| 第9屆香港電影評論學會大獎 | 推薦電影 |               | 獲獎 |

## 外部連結
- 香港影庫上《無限復活》的資料（繁體中文）
- 開眼電影網上《無限復活》的資料（繁體中文）
- 时光网上《無限復活》的資料（简体中文）
- 豆瓣电影上《無限復活》的資料 （简体中文）
- 爛番茄上《無限復活》的資料（英文）
- AllMovie上《無限復活》的资料（英文）
- 互联网电影数据库（IMDb）上《無限復活》的资料（英文）